# Odontria castanea
Odontria castanea är en skalbaggsart som beskrevs av Blanchard 1850. Odontria castanea ingår i släktet Odontria och familjen Melolonthidae. Inga underarter finns listade i Catalogue of Life.